# Dưa hấu lấp lánh
Dưa hấu lấp lánh (tiếng Hàn: 반짝이는 워터멜론; Tiếng Anh: Twinkling Watermelon) là một bộ phim truyền hình Hàn Quốc năm 2023 do Son Jong-hyun đạo diễn và có sự tham gia của Ryeoun, Choi Hyun-wook, Seol In-ah và Shin Eun-soo . Phim được phát sóng trên tvN từ ngày 25 tháng 9 đến ngày 14 tháng 11 năm 2023, thứ Hai và thứ Ba hàng tuần lúc 20:50 ( KST ) với 16 tập. Nó cũng có sẵn để phát trực tuyến trên Viu và Viki ở các khu vực được chọn. Ở Việt Nam, phim được chiếu trên các nền tảng OTT như VieON, FPT Play, TV360,...

## Tóm tắt
Dưa hấu lấp lánh kể câu chuyện về một cậu bé CODA có năng khiếu âm nhạc bẩm sinh, cậu đã chiến đấu với cha mình để theo đuổi ước mơ trở thành tay guitar trong một ban nhạc. Sau trận cãi nhau với cha, anh du hành ngược thời gian về năm 1995, nơi mà anh tham gia một ban nhạc với người cha thời còn trẻ của mình và thành lập một ban nhạc có tên là Watermelon Sugar.

## Diễn viên

### Chính
- Ryeoun vai Ha Eun-gyeol[4]
  - Jung Hyeon-jun vai Eun-gyeol khi còn bé[14]

Người nghe duy nhất ( CODA ) trong một gia đình người điếc. Eun-gyeol ban ngày là một học sinh gương mẫu nhưng ban đêm anh sống một cuộc sống hai mặt với tư cách là tay guitar trong một ban nhạc. Sau khi tranh cãi với cha mình, nơi cha anh biết được sở thích âm nhạc của anh, anh quay ngược thời gian về năm 1995 và gặp bố mẹ mình khi họ còn nhỏ. Anh cố gắng tìm hiểu thêm về tuổi trẻ của cha mẹ mình và làm cho cuộc sống của cha mẹ anh tươi sáng hơn.
- Choi Hyun-wook vai Ha Yi-chan[4]
  - Choi Won-young vai Yi-chan 46 tuổi

Một người nhiệt huyết dường như bước ra từ một bộ phim hoạt hình vui nhộn. Anh sống với bà ngoại, người sở hữu một ngôi nhà trọ tên là Snail House. Ở hiện tại, ông là cha của Eun-gyeol và Eun-ho, người không còn nói và nghe được nữa. Ông tự hào về thành tích của Eun-gyeol với tư cách là một học sinh gương mẫu ở trường mà anh hy vọng sẽ trở thành bác sĩ.
- Seol In-ah vai Choi Se-kyung / On Eun-yoo[15]
  - Lee So-yeon vai Choi Se-kyung 46 tuổi[16]

1. Choi Se-kyung: Nữ thần cello của trường trung học nghệ thuật Seowon. Se-kyung là người được mọi người coi là nàng thơ với vẻ đẹp ngây thơ và thần thái sang trọng gợi nhớ đến một cảnh trong phim. Cô được nhiều chàng trai ở trường của cô hoặc các trường lân cận thần tượng. Cô là con gái của chủ sở hữu Viva Music, một cửa hàng tồn tại từ thời thơ ấu của Eun-gyeol. Hiện tại, cô được thừa kế cửa hàng Viva Music đã được tái phát triển thành một ngôi nhà sang trọng. Cô giữ cây đàn guitar thủ công của cha mình và tặng cho Eun-gyeol như cha cô đã mong muốn.
2. On Eun-yoo: Con gái của Se-kyung trông giống hệt cô ấy khi còn trẻ. Mẹ cô đã nâng niu cô và ép cô trở thành một nghệ sĩ cello để theo bước mẹ. Cô sống trong một gia đình không hòa thuận cho đến năm 18 tuổi thì bố mẹ cô ly hôn. Khó chịu với cách kiểm soát và thói quen uống rượu của mẹ, sau khi biết cha cô đã tái hôn, thời gian của cô trôi về năm 1995 để cô có thể tìm thấy mối tình đầu của mẹ mình và chấm dứt sự tồn tại của mình.

- Shin Eun-soo vai Yoon Cheong-ah[17]
  - Seo Young-hee vai Yoon Cheong-ah 46 tuổi

Khi còn trẻ, cô là một người lạnh lùng và cô lập, bị điếc bẩm sinh. Cô mơ về một cuộc sống lung linh như họa sĩ vĩ đại người Mexico Frida Kahlo . Cô ấy rất xa cách với người khác ngoại trừ Choi Se-kyung, người thân thiện với cô ấy hơn nhiều. Ở hiện tại, bà là mẹ của Eun-gyeol và Eun-ho, đồng thời là chủ một nhà hàng gà. Khác với tính cách tuổi teen, bà đã vượt qua khuyết tật để trở thành một người vợ, người mẹ trong sáng, yêu thương.

### Phụ

#### Thành viên ban nhạc
- Ahn Do-gyu vai Oh Ma-joo[18]
  - Kim Hyeong-beom vai Oh Ma-joo trưởng thành

Một người quản lý ban nhạc và là bạn thời thơ ấu của Yi Chan. Anh ấy là người có hiểu biết và tháo vát. Năm 2023, anh sở hữu MJ Entertainment và quản lý ngôi sao nhạc rock nổi tiếng Yoon Dong-jin.
- Yoon Jae-chan vai Kang Hyun-yul[18]
  - Song Chang-eui vai Kang Hyun-yul trưởng thành[19]

Một tay bass thiên tài. Anh ta từng là thành viên của băng đảng xã hội đen và những kẻ bắt nạt có tên Jindo Dog. Sau khi gặp Choi Hyeon, chủ cửa hàng âm nhạc Baekya, anh đã thay đổi cuộc đời và bắt đầu tập trung vào âm nhạc.
- Lee Ha-min vai Lee Si-guk[18]
  - Ryu Soo-young vai Lee Si-guk trưởng thành [20]

Một tay trống của ban nhạc nhà thờ. Anh ấy rất nóng tính, đặc biệt là trước những trò hề của Yi-chan.
- Lee Su-chan vai Noh Se-bum[18]
  - Jin Tae-hyun vai Noh Se-bum trưởng thành[19]

Một tay chơi keyboard tài năng, học chuyên ngành piano cổ điển và du học từ rất sớm.

#### Gia đình Eun Gyeol
- Choi Won-young vai bố của Eun-gyeol[21][22]
- Seo Young-hee vai mẹ của Eun-gyeol[22]
- Bong Jae-hyun vai Eun-ho[22]

Anh trai của Eun-gyeol bị điếc bẩm sinh. Anh mơ ước trở thành vận động viên taekwondo Paralympic quốc gia. Nhờ vẻ ngoài đẹp trai nên anh ấy rất nổi tiếng trên SNS.

#### Nhà trọ Ốc Sên
- Go Doo-shim vai Go Yang-hee[23]

Bà của Yi-chan và là chủ nhà trọ.
- Lee Seok-hyung vai Jung Bal-san[24]

Một sinh viên đại học tại khu nhà trọ do bà của Yi-chan quản lý.

#### Những người xung quanh Eun-gyeol
- Chun Ho-jin vai Choi Hyeon / Ông Viva[22]
  - Park Ho-san vai Choi Hyeon thời trẻ [25]

Chủ cửa hàng nhạc cụ Baekya Music, sau đổi tên thành Viva Music. Ông vốn là một ngôi sao nhạc rock nổi tiếng nhưng sự nghiệp sa sút sau khi khiến bạn gái mang thai. Bạn gái của ông thực ra là mẹ ruột của Choi Se-gyeong. Ông ủng hộ những nhạc sĩ đầy tham vọng tìm kiếm lời khuyên của ông về âm nhạc ngay cả khi đã lớn tuổi, khi ông dạy kèm cho Eun-gyeol môn guitar.
- Jung Sang-hoon vai chủ nhân[22]

Chủ cửa hàng nhạc cụ bí ẩn La Vida Music. Thông qua cửa hàng, Eun-gyeol và Eun-yoo du hành thời gian về năm 1995. Anh giữ liên lạc với cả hai người du hành thời gian thông qua giấc mơ của họ bằng cách gọi cho họ bằng điện thoại, thậm chí cả điện thoại bị hỏng.
- Woo Je-yeon vai On Ji-hwan[25]

Sinh viên năm thứ hai tại Trường Y Đại học Myeongsae, ca sĩ và tay guitar của ban nhạc 'Golden Mess'. Anh là bạn trai của Choi Se-kyeong và sau này là chồng của cô, đồng thời cũng là cha của Eun-yoo. Tuy nhiên, cuộc hôn nhân của họ tan vỡ vì cách nuôi dạy con cái khác nhau.

#### Người của nhạc cụ Jinsung
- Kim Tae-woo vai Yoon Geon-hyung[26]

Cha của Cheong-ah là chủ tịch của Jinseong Musical Instruments. Là một doanh nhân, ông thường xuyên đi du lịch nên không biết Cheong-ah bị mẹ kế bạo hành đến mức nào.
- Kim Joo-ryoung vai Lim Ji-mi[27]

Cheong-ah sống với gia sư và sau này là mẹ kế, chủ tịch Quỹ Trung học Nghệ thuật Seowon. Bà dùng những phương pháp hà khắc để tra tấn Cheong-ah, người sẽ là chủ tịch tiếp theo của Tập đoàn Jinseong.
- Kwon Do-hyung vai Yoon Joo-yeop[26]

Con trai ruột của Lim Ji-mi và anh kế của Cheong-ah.
- Lee Soo-min vai Yoon Sang-ah

Con gái ruột của Lim Ji-mi và em gái kế của Cheong-ah, là sinh viên nghệ thuật tại trường trung học nghệ thuật Seowon. Cô coi thường những chàng trai nghèo dù họ có đẹp trai đến đâu.

#### Khác
- Koo Jun-hoe vai Goo Jun-hyung[28]

Giọng ca chính của Spine 9. Anh là người nhìn nhận thấy tài năng âm nhạc của Eun-gyeol và cố gắng chiêu mộ anh vào ban nhạc của mình.
- Yeon Oh vai Jeong Ji-oh[29]

Tay bass Spine 9.
- Han Min vai Bae Soo-tak[28]

Tay trống Spine 9.
- Kim Jun-hyung vai Yoon Dong-jin[28]
  - Yoon Do-hyun vai Yoon Dong-jin (2023)[30]

Tay guitar huyền thoại của Đại học Quốc gia Chuncheon.
- Kim Mi Hwa vai bà chủ nhà

#### Xuất hiện đặc biệt
- Kim Hae-jun vai Choi Jun, DJ của nhà hàng tteokbokki[31]
- Heo Jung-min vai nhân viên quán cà phê

## Sản xuất
Vào ngày 5 tháng 9 năm 2023, công ty sản xuất Pan Entertainment thông báo đã ký hợp đồng sản xuất và cung cấp với Studio Dragon cho bộ phim Twinkling Watermelon trị giá 15,6 tỷ won.